# The Unknown (1946)
The Unknown é um filme de mistério estadunidense, dirigido por Henry Levin e estrelado por Karen Morley, Jim Bannon, Jeff Donnell e Mark Roberts. Foi o terceiro e último filme da série I Love a Mystery baseado em um popular programa de rádio.  Foi lançado em 4 de julho de 1946, pela Columbia Pictures.

## Elenco
- Rachel Martin Arnold – Karen Morley
- Jack Packard – Jim Bannon
- Nina Arnold – Jeff Donnell
- Reed Cawthorne – Mark Roberts
- Richard Arnold – Robert Wilcox
- Doc Long – Barton Yarborough
- Edward Martin – James Bell
- Ralph Martin – Wilton Graff
- Phoebe Martin – Helen Freeman
- Joshua - J. Louis Johnson